# Nymphes nigrescens
Nymphes nigrescens är en insektsart som beskrevs av Tim R. New 1982. Nymphes nigrescens ingår i släktet Nymphes och familjen Nymphidae. Inga underarter finns listade i Catalogue of Life.